# Clase Omaha
La clase Omaha fue una serie de diez cruceros ligeros construidos para la Armada de Estados Unidos. Era la clase de cruceros más antiguos en servicio al inicio de la Segunda Guerra Mundial. Los buques de la clase Omaha eran un diseño inmediatamente posterior a la Primera guerra.

## Desarrollo
Las maniobras llevadas a cabo en enero de 1915 dejó en claro que la Flota Atlántica de EE. UU. carecía de los cruceros rápidos que eran necesarios para dar información de la posición del enemigo, así como para negar la información enemiga de la propia posición de la flota y para defender las fuerzas amigas. Construido para explorar de una flota de buques de guerra , que incluyó una gran velocidad (35 nudos) para la cooperación con los destructores , y cañones de 6 pulgadas (152 mm) para defenderse de los destructores del enemigo que pudiera enviar contra ellos. El desplazamiento de 7050 t, que eran poco más de 555 pies de largo. La clase Omaha fue diseñada específicamente en respuesta a la clase Centauro británica. Sin embargo desde un punto de vista moderno, un conflicto entre Estados Unidos y Reino Unido aparecía como imposible, los planificadores navales estadounidenses a mediados de la década de 1930 consideraban un potente adversario en el Atlántico al Reino Unido, y la posibilidad de un conflicto armado entre los dos países lo suficientemente convincentes para justificar las medidas de planificación adecuadas.

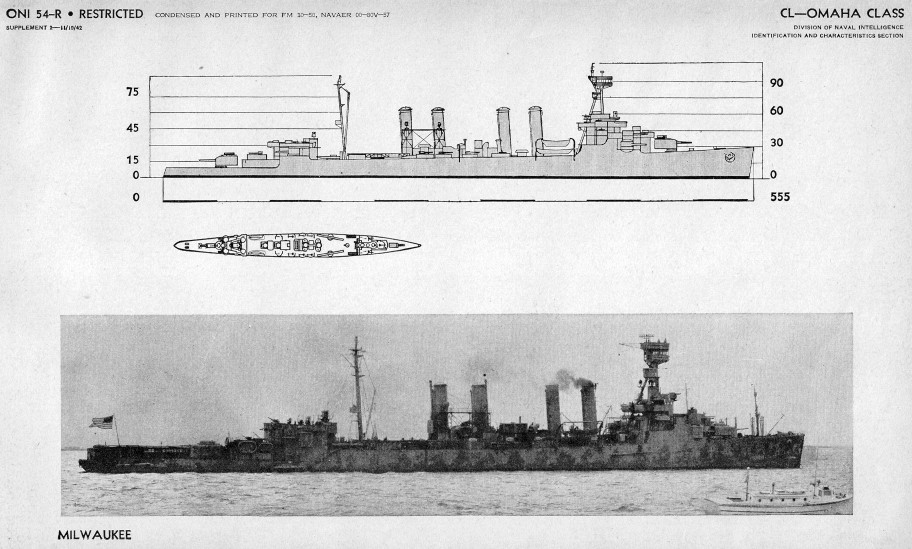
Plantilla de reconocimiento de 1942 para la clase Omaha

Debido a su edad, la clase Omaha montaba cuatro chimeneas, con un aspecto muy similar a los viejos destructores de cuatro chimeneas. Su armamento mostró el lento cambio de armas montadas en casamatas a armas montadas en torretas . Portaban 12 Cañones calibre 6"/53 , de los cuales cuatro estaban montados en torretas dobles, una a proa y la otra a popa, y los restantes ocho en casamatas; 4 a cada lado.
Botado en 1920, el USS Omaha (denominado C -4 y más tarde CL-4) tenía un desplazamiento de poco más de 7100 toneladas largas. Los cruceros surgieron con un aspecto claramente arcaicao por su apariencia de Primera Guerra Mundial tipo I que apiñaba dos casamatas de montaje lateral de cañones y estaban entre los últimos cruceros con este armamento de costado diseñados en cualquier lugar.
Como resultado de los cambios de diseño efectuados en el barco a mediados de la construcción, el Omaha que entró en el agua en 1920 era un diseño mal sobrecargado que, incluso al principio, era bastante estrecho. Los barcos estaban insuficientemente aislados, muy calientes en los trópicos y demasiado fríos en el norte. Sacrificios en ahorro de peso en nombre de una mayor velocidad dado lugar a compromiso severo en la habitabilidad del buque. Aunque se describe como un buen barco en mar encrespada, el bajo francobordo llevó a la ingestión frecuente de agua por la proa y en los compartimientos de torpedos de popa y casamatas inferiores. Los cascos construidos a la ligera filtraron, de modo que al vapor de alta velocidad sostenida contaminaban los tanques de aceite con agua de mar.
A pesar de estos inconvenientes no obstante, la Marina de EE. UU. acumuló una gran cantidad de orgullo en la clase de Omaha. La clase Omaha colocaba un gran énfasis en la protección contra explosiones bajo el agua frente a la amenaza de los torpedos. Fueron diseñados con una mayor compartimentación, la maquinaria de propulsión fue presentado en un sistema de la unidad, con grupos de salas de calderas y motores alternativos, con el fin de evitarque el bueu fuera inmovilizado por un solo impacto de torpedo. La munición fue primero colocada en la línea central, por debajo de la línea de flotación. Un grave defecto en la subdivisión estos buques era la total falta de mamparos estancos en cualquier lugar por encima de la cubierta principal o en la popa en la cubierta principal.Originalmente diseñado para servir como explorador, sirvieron durante todo el período de entreguerras como líderes de flotillas de la flota, lo que ayudaba a resistir el ataque por destructores enemigos. La exploración táctica se convirtió en función de cruceros de aeronaves, y el papel de exploración lejana fue tomada por los nuevos cruceros pesados generados por el Tratado Naval de Washington. Así, los Omaha nunca realizaron su función para lo que fueron diseñados. Ellos fueron relegados al papel de búsqueda en la flota, donde se apreciaban más su alta velocidad y gran volumen de fuego.
Debido al alto peso continuo de estos cruceros, compuesto por catapultas montadas en forma alta, la Armada removió los dos cañones posteriores en casamatas en 1939,dejando las otras.
Se trata de la clase más antigua de los cruceros que seguían en servicio con la Armada en 1941.Los Omahas eran tan malos que la Marina de los EE. UU.  entregaron el Milwaukee a los soviéticos en Préstamo y Arriendo. el 20 de abril de 1944 y fue renombrado Murmansk. El 16 de marzo de 1949 fue devuelto a la Armada de los Estados Unidos y posteriormente vendido para desguace el 10 de diciembre de 1949, siendo desguazado en Wilmington, Delaware.
Sorprendentemente, ninguno se perdió en combate, aunque el USS Marblehead fue muy dañado durante la defensa de la Barrera de Malay.

## Alternativas a la clase Omaha
La Armada estadounidense no estaba a gusto con la Clase Omaha, así que se hizo una nueva clase basada en la Omaha. Esta clase reemplazaría a la clase Omaha con cañones de 6 pulgadas con 4 torretas (2 a popa y 2 a proa) cada una con dos cañones de 6 pulgadas. Otras dos versiones de los Omaha fueron diseñadas. La primera, intentaba ser monitores, tenía dos cañones de 14 pulgadas en 2 torres, mientras el otro tenía 4 cañones de 8 pulgadas. Este último evolucionó a los cruceros clase Pensacola.

## Buques de Clase Omaha
Fuente:
- USS Omaha (CL-4) 	                Botado el 24 Feb 1923 	[5]
- USS Milwaukee (CL-5)	        Botado el 20 Jun 1923; Murmansk en la Armada Soviética entre 1944 y 1949
- USS Cincinnati (CL-6) 	        Botado el Ene 1924
- USS Raleigh (CL-7)	                Botado el 6 Feb 1924 	Torpedeado el 7 de diciembre de 1941 en Pearl Harbor
- USS Detroit (CL-8) 	                Botado el 31 Jul 1923
- USS Richmond (CL-9) 	        Botado el 2 Jul 1923
- USS Concord (CL-10) 	        Botado el 3 Nov 1923
- USS Trenton (CL-11) 	        Botado el 19 Abr 1924
- USS Marblehead (CL-12) 	        Botado el 8 Sep 1924
- USS Memphis (CL-13) 	        Botado el 4 Feb 1925